# خزاعي (اسم)
خزاعي هو اسم علم مذكر من أصل عربي، ومعناه هو المتخلف عن قومه، المقتطع شيئًا من أصلهم.

## شخصيات تحمل الاسم
- خزاعي بن أسود
- خزاعي بن عبد نهم

## وصلات خارجية
- موسوعة السلطان قابوس لأسماء العرب نسخة محفوظة 5 أبريل 2019 على موقع واي باك مشين.